# Zoë Më
Zoë Anina Kressler (Basileia, 6 de outubro de 2000), conhecida profissionalmente como Zoë Më, é uma cantora e compositora suíça. Ela representou a Suíça no Festival Eurovisão da Canção de 2025 com a música «Voyage».

## Biografia
Zoë nasceu em Basileia, na Suíça, e viveu na Alemanha antes de se mudar para Friburgo com a sua família em 2009. Começou a escrever as suas próprias canções aos dez anos e é conhecida pelo seu estilo único de poesia-pop, que combina alemão e francês, assim como pop e chanson.
Em 2024, a cantora venceu os prémios RTS Artiste Radar e SRF 3 Best Talent, anteriormente ganhos por artistas como Nemo e Marius Bear. Ao longo da sua carreira, ela atuou em eventos prestigiados, incluindo o Festival de Jazz de Montreux e o palco Luzern Live, tendo também sido artista convidada em digressões com Remo Forrer e Joya Marleen.
A 5 de março de 2025, a Corporação Suíça de Radiodifusão (SRG SSR) anunciou que Zoë representaria a Suíça no Festival Eurovisão da Canção 2025, em Basileia.

## Discografia

### EPs
- 2024 – Le Loup
- 2024 – Dorienne Gris

### Singles
- 2018 – Bärenbrüder
- 2019 – Endlose Strasse (com Pablo)
- 2020 – Itsuko
- 2020 – Aimée
- 2020 – Fallende Tänzer
- 2020 – Kartenhaus
- 2021 – Das Lied der Leichtigkeit
- 2023 – Ok
- 2023 – Lied ohne Ende
- 2024 – Liste der Interdits
- 2024 – Overdose
- 2025 – Voyage